# An Over-Incubated Baby
An Over-Incubated Baby, známý také pod názvem The Wonderful Baby Incubator, je britský němý film z roku 1901. Režisérem je Walter R. Booth (1869–1938). Film trvá zhruba jednu minutu.

## Děj
Žena chce vyzkoušet inkubátor profesora Bakema, který údajně umí urychlit růst dítěte tempem 12 měsíců za jednu hodinu. Žena předá své dítě, zaplatí a odejde. Asistent, který má proces na starosti, dá pod inkubátor kahan, ke kterému přiloží velký teploměr, aby zkontroloval teplotu. Omylem ale srazí hořák, který způsobí požár. Sotva ho pomocník uhasí, vrátí se pro dítě matka, která vzápětí se zděšením zjistí, že dítě chybným zahřátím vyrostlo více, než si přála. Zatímco matka zoufale pláče, profesor s asistentem se smějí faktu, že zvětšenému chlapci narostl i plnovous.